# Binjamin Sason
Binjamin Sason (hebrejsky: בנימין ששון, rodným jménem Salich Silas, צאלח סילס, žil 1903 – 1. května 1989) byl sionistický aktivista, izraelský politik a poslanec Knesetu za strany Sefardové a orientální komunity a Všeobecní sionisté.

## Biografie
Narodil se v Bagdádu v tehdejší Osmanské říši (dnes Irák). V roce 1937 přesídlil do dnešního Izraele. Pracoval jako městský soudce.

## Politická dráha
Patřil mezi vůdce sefardských Židů a byl prezidentem svazu Židovstva z Babylónie. Byl jedním ze zakladatelů pobočky rotariánů v dnešním Izraeli. V izraelském parlamentu zasedl po volbách v roce 1951 na kandidátce Sefardové a orientální komunity. Ta se v průběhu následného funkčního období sloučila se stranou Všeobecní sionisté. Byl členem parlamentního výboru pro ústavu, právo a spravedlnost, výboru pro zahraniční záležitosti a obranu, výboru pro jmenování soudců a výboru pro veřejné služby.